# Coupe d'Allemagne de football 1972-1973
Navigation
Édition précédente Édition suivante
La coupe d'Allemagne de football 1972-1973 est la trentième édition de l'histoire de la compétition. La finale a lieu à Düsseldorf au  Rheinstadion. 
Comme pour l'édition précédente, les rencontres se jouent en matchs aller-retour, à l'exception de la finale.
Le Borussia Mönchengladbach remporte le trophée pour la deuxième fois de son histoire. Il bat en finale le FC Cologne sur le score de 2 buts à 1 après les prolongations. Cette finale est entrée dans la légende par sa qualité de jeu, son intensité, son suspens (deux tirs sur la transversale pour Cologne, un poteau sortant et un pénalty non transformé pour Mönchengladbach) et l'entrée en jeu à la 91e minute de Günter Netzer qui marqua le but de la victoire à peine 3 minutes après son entrée en jeu d'une frappe puissante en pleine lucarne. Le joueur qui avait annoncé son départ pour le Real Madrid avant la rencontre n'avait pas été titularisé, l'entraineur voulant suivre la demande du public qui scandait le nom de Netzer toute la première mi-temps, voulait le faire rentrer en deuxième période, mais Günter Netzer refusa, lors des prolongations le joueur enlève son survêtement, se dirige vers l'entraineur et demande de rentrer sur le terrain, pour remplacer Christian Kulik à bout de force, il n'aura fallu que deux contacts de balle à Netzer pour marquer le but de la victoire.

## Premier tour
Le premier tour aller se déroule les 9 et 10 décembre 1972.
| Club recevant           | Score | Club visiteur            |
| ----------------------- | ----- | ------------------------ |
| FK Pirmasens            | 4 - 1 | SC Rot-Weiß Oberhausen   |
| Stuttgarter Kickers     | 1 - 1 | Eintracht Brunswick      |
| Wacker 04 Berlin        | 1 - 5 | Werder Brême             |
| Hanovre 96              | 1 - 0 | Eintracht Francfort      |
| VfR Wormatia 08 Worms   | 4 - 4 | VfL Bochum               |
| SV Südwest Ludwigshafen | 1 - 3 | FC Schalke 04            |
| SC Preußen Münster      | 2 - 1 | MSV Duisbourg            |
| HSV Barmbek-Uhlenhorst  | 1 - 4 | Bayern Munich            |
| FC Fribourg             | 3 - 1 | Borussia Mönchengladbach |
| SpVgg Bayreuth          | 4 - 2 | 1. FC Kaiserslautern     |
| Fortuna Cologne         | 2 - 1 | 1. FC Cologne            |
| Wuppertaler SV          | 3 - 0 | Fortuna Düsseldorf       |
| Rot-Weiss Essen         | 5 - 3 | Hambourg SV              |
| VfL Wolfsbourg          | 2 - 2 | VfB Stuttgart            |
| OSV Hannover            | 0 - 6 | Hertha BSC Berlin        |
| FC St. Pauli            | 3 - 1 | Kickers Offenbach        |

Le premier tour retour se déroule les 19 et 20 décembre 1972.
| Club recevant            | Score     | Club visiteur           |
| ------------------------ | --------- | ----------------------- |
| Eintracht Francfort      | 4 - 2     | Hanovre 96              |
| SC Rot-Weiß Oberhausen   | 0 - 4     | FK Pirmasens            |
| Eintracht Brunswick      | 1 - 5     | Stuttgarter Kickers     |
| Werder Brême             | 0 - 4     | Wacker 04 Berlin        |
| VfB Stuttgart            | 3 - 2     | VfL Wolfsbourg          |
| VfL Bochum               | 3 - 1     | VfR Wormatia 08 Worms   |
| FC Schalke 04            | 3 - 1     | SV Südwest Ludwigshafen |
| Hertha BSC Berlin        | 3 - 0     | OSV Hannover            |
| Kickers Offenbach        | 3 - 0     | FC St. Pauli            |
| MSV Duisbourg            | 3 - 0     | SC Preußen Münster      |
| Bayern Munich            | 7 - 0     | HSV Barmbek-Uhlenhorst  |
| Borussia Mönchengladbach | 7 - 1     | FC Fribourg             |
| 1. FC Kaiserslautern     | 4 - 0     | SpVgg Bayreuth          |
| Fortuna Düsseldorf       | 2 - 0     | Wuppertaler SV          |
| 1. FC Cologne            | 4 - 0 a.p | Fortuna Cologne         |
| Hambourg SV              | 5 - 0 a.p | Rot-Weiss Essen         |

## Huitièmes de finale
Les huitièmes de finale aller se déroulent les 2 et 3 mars 1973.
| Club recevant          | Score | Club visiteur            |
| ---------------------- | ----- | ------------------------ |
| VfL Bochum             | 4 - 4 | Werder Breme             |
| Eintracht Brunswick    | 1 - 0 | Eintracht Francfort      |
| Wuppertaler SV         | 3 - 2 | Kickers Offenbach        |
| MSV Duisbourg          | 1 - 2 | Hertha BSC Berlin        |
| Hambourg SV            | 2 - 2 | 1. FC Cologne            |
| FC Schalke 04          | 0 - 2 | Borussia Mönchengladbach |
| SC Rot-Weiß Oberhausen | 1 - 2 | Bayern Munich            |
| VfB Stuttgart          | 2 - 1 | 1. FC Kaiserslautern     |

Les huitièmes de finale retour se déroulent les 13 et 14 mars 1973.
| Club recevant            | Score      | Club visiteur          |
| ------------------------ | ---------- | ---------------------- |
| Eintracht Francfort      | 2 - 2      | Eintracht Brunswick    |
| Kickers Offenbach        | 3 - 0      | Wuppertaler SV         |
| Hertha BSC Berlin        | 4 - 2      | MSV Duisbourg          |
| 1. FC Cologne            | 4 - 1      | Hambourg SV            |
| Borussia Mönchengladbach | 1 - 1      | FC Schalke 04          |
| Bayern Munich            | 3 - 1      | SC Rot-Weiß Oberhausen |
| Werder Brême             | 2 - 1      | VfL Bochum             |
| 1. FC Kaiserslautern     | 2 - 0 a.p. | VfB Stuttgart          |

## Quarts de finale
| Club recevant            | Score | Club visiteur        |
| ------------------------ | ----- | -------------------- |
| Eintracht Brunswick      | 0 - 5 | 1. FC Cologne        |
| Kickers Offenbach        | 2 - 2 | Bayern Munich        |
| Werder Brême             | 2- 0  | Hertha BSC Berlin    |
| Borussia Mönchengladbach | 2 - 1 | 1. FC Kaiserslautern |

| Club recevant        | Score | Club visiteur            |
| -------------------- | ----- | ------------------------ |
| Hertha BSC Berlin    | 2- 2  | Werder Brême             |
| 1. FC Cologne        | 3 - 2 | Eintracht Brunswick      |
| Bayern Munich        | 2- 4  | Kickers Offenbach        |
| 1. FC Kaiserslautern | 1 - 3 | Borussia Mönchengladbach |

## Demi-finale
| Club recevant | Score | Club visiteur            |
| ------------- | ----- | ------------------------ |
| 1.FC Cologne  | 5- 0  | Kickers Offenbach        |
| Werder Brême  | 1 - 3 | Borussia Mönchengladbach |

| Club recevant            | Score | Club visiteur |
| ------------------------ | ----- | ------------- |
| Borussia Mönchengladbach | 4 - 2 | Werder Brême  |
| Kickers Offenbach        | 1 - 1 | 1. FC Cologne |

## Finale[4]
| Entraîneur :      |
| Hennes Weisweiler |

| Entraîneur : |
| Rudi Schlott |

| Entraîneur :      |
| Hennes Weisweiler |

| Entraîneur : |
| Rudi Schlott |